# اثر شلاق چرمی
اثر شلاق چرمی (به انگلیسی: Bullwhip effect)، نوسانی در زنجیره تأمین می‌باشد که عامل اصلی به وجود آورنده آن تغییرات در میزان تقاضا است. با حرکت از سطح مشتری جزء به سطوح بالاتر در زنجیره تأمین، تغییرات کوچک در سطوح پایین باعث تغییرات بزرگ در سطوح بالایی می‌شود. این تغییرات موجب نوسانات بزرگی در مجموعه زنجیره تأمین خواهد شد.

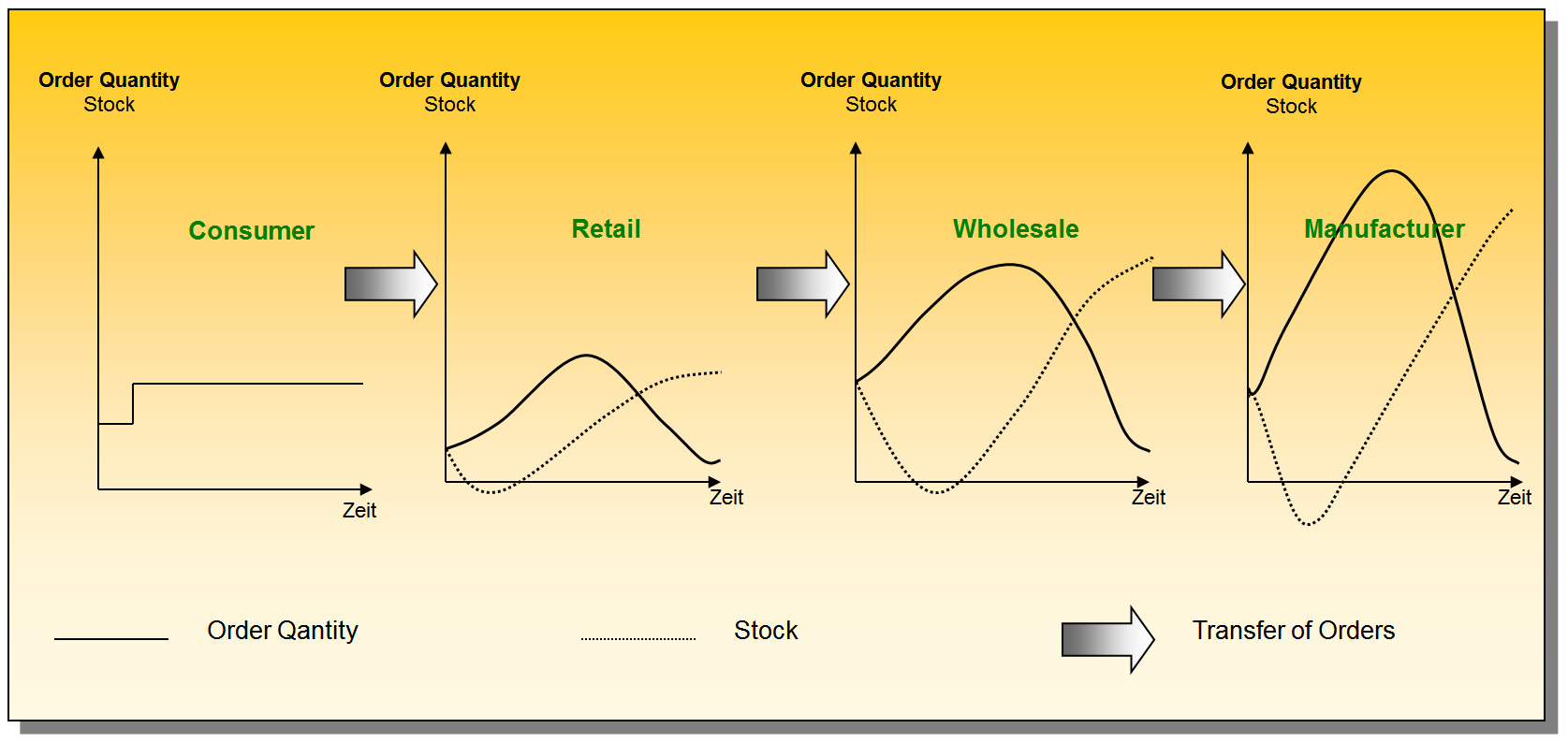
اثر شلاق چرمی

این پدیده ابتدا در مطالعات جی فارستر بررسی شد و به همین علت با عنوان اثر فارستر نیز شناخته می‌شود.

## دلیل
منابع تغییر در زنجیره تأمین از گستردگی زیادی برخوردار است. چنان‌چه این تغییرات با تأخیر زمانی به رده‌های بالاتر زنجیره تأمین انتقال یابند باعث تأخیر در تولید و حمل کالاها به رده‌های پایین می‌شود و اثر شلاق چرمی را به وجود می‌آورند.